# 4024 Ронан
4024 Ронан (4024 Ronan) — астероїд головного поясу, відкритий 24 листопада 1981 року.
Тіссеранів параметр щодо Юпітера — 3,577.